# 89. Sinfonie (Haydn)
Die Sinfonie Nr. 89 F-Dur komponierte Joseph Haydn im Jahr 1787.

## Entstehung der Sinfonien Nr. 88 und 89

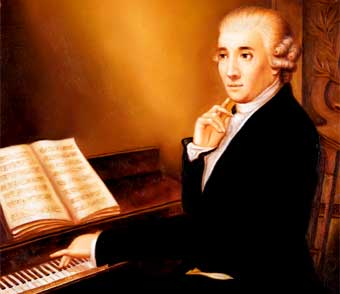
Joseph Haydn

Vor dem Hintergrund ihrer Entstehungsgeschichte können die Sinfonien Nr. 88 und 89 als kontrastierendes Werkpaar verstanden werden. Allgemeines zu den beiden „Schwestersinfonien“ siehe bei Nr. 88.
Im Gegensatz zur Sinfonie Nr. 88 wird Nr. 89 seltener aufgeführt und gilt teilweise als weniger beliebt. Wahrscheinlich hat Haydn das Werk unter Zeitdruck komponiert (möglicherweise Abreise von Johann Tost, siehe bei Nr. 88), da er auf zwei Sätze aus dem „Leierkonzert“ Hob. VIIh Nr. 5, das er 1786 für König Ferdinand von Neapel komponiert hatte, zurückgriff: Das Andante wurde weitgehend unverändert übernommen und für Orchester instrumentiert, das Vivace assai enthält einen zusätzlichen Moll-Teil in der Sinfoniefassung. Das Werk wird in der Literatur unterschiedlich beurteilt:

„Die Symphonie Nr. 89 (…) ist stets ein wenig im Schatten der ungleich populäreren G-Dur-Schwester Nr. 88 gestanden; sie nimmt sich neben dieser – so H.C. Robbins Landon – wie ein matter Gefährte aus. Reserviert, kühl und von makellosem Formkonzept, erinnere sie an die vollkommen geformten Porzellanfigurinen jener Zeit. Wenn gesagt werde, daß JOSEPH HAYDN die Türen des Salons des 18. Jahrhunderts geöffnet habe, um frische Luft einzulassen, dann habe er sie für Nr. 89 zeitweilig wieder geschlossen. Dieser Eindruck wird hauptsächlich durch jene musikalischen Abschnitte hervorgerufen, die Haydn aus anderen Musikstücken wiederverwendet hat. (…) Der Kopfsatz braucht allerdings sein Licht nicht unter den Scheffel zu stellen.“

„Selten zu hören ist die Sinfonie Hob. I:89 in F-Dur, obgleich der erste Satz in seiner federnden Leichtigkeit von großem Reiz ist. Das übrige gibt sich einacher: ein wiegendes Siciliano-Andante, ein eher nüchternes Menuett und ein aus einem etwas simplen Thema entwickeltes Rondo-Finale.“

„Etwas im Schatten ihrer Schwester steht die andere (…) Sinfonie Nr. 89 F-Dur (…). Insgesamt scheint es sich eher um eine Gelegenheitsarbeit zu handeln, verwendete Haydn hier doch 2 Sätze aus seinem Konzert für 2 Lyren, Hörner und Streicher (1785) wieder (…). Der Kopfsatz (Vivace) ist ein perfekt ausbalancierter Sonatensatz, mit einem eher abstrakten 1. und einem persönlicher plauderndem 2. Thema.“

„Während die Sinfonie Nr. 88 in G-Dur als eine der schönsten und trefflichst gearbeiteten Werke Haydns große Bekanntheit erzielte, konnte sich die Sinfonie Nr. 89 nie so recht durchsetzen. Der Grund dafür mag in einer nicht ganz so überzeugenden Qualität zu suchen sein. Das Menuett beispielsweise wirkt nicht sehr inspiriert und merkwürdig trocken. Auch das Finalrondo zeigt nicht den Reichtum an Farben und Überraschungen, wie man es von Haydn gewohnt ist. (…) Das Meisterstück der Sinfonie ist fraglos der erste Satz. Auch wenn ihm kaum die vitale Kraft der Sinfonie Nr 88 eigen ist, so kennzeichnet ihn eine ausnehmend lockere Lebendigkeit und souveräne Gestaltung.“

„(…) das Menuett ist nur noch gedämpft popular und von großer Eleganz, und das Finale ist ein Rondo; die beiden Ecksätze sind in der Themen-Faktur wie im Charakter extrem unterschiedlich. (…) [Das Trio des Menuetts] ist ein eher eleganter als popularer Ländler, der im Mittelteil das Kopfmotiv und das Schlußmotiv des Themas nacheinander durchführt – eine auffallende Heraushebung, die auf den aus zwei kontrastierenden Motiven entwickelten Hauptteil des Menuetts zurückweist.“

„Im ersten Satz der Symphonie F Nr. 89 aus dem Jahr 1787 (…) vertauschen Durchführung und Reprise auf ganz entzückende Art und Weise ihre Rollen. (…) Diese Funktionsverlagerung beeinträchtigt die übergreifende Symmetrie dieses Satzes keineswegs, sondern verstärkt sie eher, da Haydn durch die Umgruppierung nun in der Lage ist, eine Spiegelsymmetrie zu schaffen, in der das Anfangsthema vollständig nach dem zweiten Thema erscheint und zwar in einer bezaubernden Neuorchestrierung für Bratschen und Fagotte mit begleitenden Hörnern, Flöten und Streichern. Kein Werk könnte besser zeigen, welcher Abgrund zwischen akademischen ex post facto Vorschriften für die Sonatenform und den lebendigen, Haydns Kunst in Wirklichkeit bestimmenden Regeln der Proportion, Ausgewogenheit und Dynamik klafft.“

## Zur Musik
Besetzung: Flöte, zwei Oboen, zwei Fagotte, zwei Hörner, zwei Violinen, Viola, Cello, Kontrabass. Über die Beteiligung eines Cembalos oder Fortepianos als Continuoinstrument in Haydns Sinfonien bestehen unterschiedliche Auffassungen.
Aufführungszeit: ca. 20 bis 25 Minuten.
Bei den hier benutzten Begriffen der Sonatensatzform ist zu berücksichtigen, dass dieses Modell erst Anfang des 19. Jahrhunderts entworfen wurde (siehe dort). – Die hier vorgenommene Beschreibung und Gliederung der Sätze ist als Vorschlag zu verstehen. Je nach Standpunkt sind auch andere Abgrenzungen und Deutungen möglich.

### Erster Satz: Vivace
F-Dur, 4/4-Takt, 172 Takte

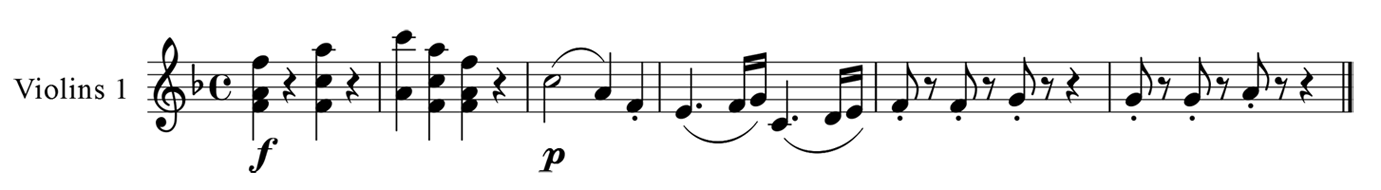
Beginn Vivace, 1. Violine, Takt 1–6

Haydn eröffnet die Sinfonie mit einem einleitenden „Vorhang“ aus fünf forte-Akkordschlägen in F-Dur. Das folgende erste Thema mit sanglich-ruhigem Charakter wird von den Streichern piano vorgetragen. Es zeigt einen periodischen Aufbau mit Vorder- und Nachsatz zu jeweils vier Takten. Anschließend wird die gesamte thematische Einheit aus „Vorhang“ und melodischem Thema wiederholt, nun mit Fagott und absteigender Gegenstimme der Flöte und kurzem Piano-Echo. Ab Takt 19 beginnt als Überleitung ein Tutti-Block im Forte, bei dem die Violinen taktweise versetzt energische, fallende Sechzehntel spielen. Takt 28–30 wird von chromatischen Synkopen dominiert, die in ein dialogisches Klopfen übergehen und mit ihrer abschließenden Wendung das zweite Thema ankündigen. Dieses (ab Takt 43, in der Dominante C-Dur) ist viertaktig und weist eine einprägsame, liedhafte Melodie auf. Vorgetragen zunächst von der 1. Violine auf einem Achtel-„Teppich“ von 2. Violine und Viola, wiederholt die 1. Oboe die Melodie mit (vom Themenkopf abgeleiteter) Gegenstimme in der Flöte. Die Schlussgruppe (Takt 52 ff.) im Forte ist wiederum durch energische Sechzehntelfiguren der Violinen gekennzeichnet, wobei anfangs ein Motiv mit zweifacher Tonrepetition auffällt (Schlussgruppenmotiv). Die Exposition wird wiederholt.
Die Durchführung (ab Takt 59) greift zunächst die energische Sechzehntelbewegung der Schlussgruppe wieder auf, nun nach Moll gewendet. Der weitere Verlauf entspricht strukturell weitgehend dem der Exposition: Ab Takt 63 setzten die Streicher von Es-Dur aus mit dem ersten Thema ein. Das Kopfmotiv des Themas (absteigender Dreiklang) wandert dann durch die Holzbläser, ehe ab Takt 77 der Überleitungsabschnitt mit dem Dialog der Violinen in f-Moll folgt. Dieser Abschnitt ist gegenüber der Exposition etwas erweitert und durch eine chromatisch fallende Linie im Bass gekennzeichnet. Der Synkopenabschnitt wird ausgelassen, es folgen Klopfmotiv (ab Takt 88) und das nach a-Moll (Dominant-Parallele) gewendete zweite Thema (ab Takt 93). Die Schlussgruppe gerät überraschend nach dem Schlussgruppenmotiv mit insgesamt drei Generalpausen ins Stocken. Im geheimnisvollen Piano leiten erst die Streicher, dann die Bläser mit dem Kopf vom ersten Thema zur Reprise über.
Die Reprise (Takt 111 ff.) beginnt wie am Satzanfang mit dem Akkordschlag-„Vorhang“. Das weitere erste Thema ist insoweit (stark) modifiziert, als Flöte und Fagott das Material dialogisch über einem Achtelteppich der Violinen aufgreifen. Die Überleitungspassage mit dem Dialog der Violinen (Takt 122 ff.) setzt auf Des-Dur ein. Es folgen der Abschnitt mit dem Klopfmotiv (Takt 127 ff.) und das zweite Thema (Takt 139 ff), gespielt zunächst von 1. Oboe, dann vom Fagott mit kurzer Gegenstimme in der Flöte. Der Schluss des Satzes ist als Coda erweitert: Anstelle der bekannten Schlussgruppe hat das erste Thema einen weiteren Auftritt in Fagott und Viola (Takt 152 ff.), gefolgt von der auf fünf Takte ausgeweiteten Synkopenpassage, dem Dialogmotiv der Violinen aus der Überleitung und abschließender Akkordmelodik. Auch Durchführung und Reprise werden wiederholt.

### Zweiter Satz: Andante con moto
C-Dur, 6/8-Takt, 76 Takte
Der Satz stellt eine (weitgehende) Neuinstrumentierung des langsamen Satzes aus dem fünften der Konzerte für zwei Radleiern (F-Dur, Hob. VIIh:5) dar, die Haydn 1786 für König Ferdinand von Neapel komponiert hatte (siehe oben). Der Satz weist eine übergeordnete dreiteilige Form A-B-Á auf:

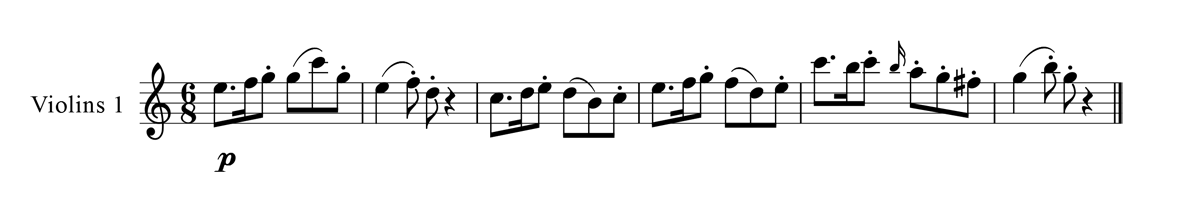
Beginn des Andante con moto, Flöte und 1. Violine, Takt 1–6

- A-Teil Takt 1–29: Auch dieser Teil ist nach dem dreiteiligen ABÁ-Schema aufgebaut. A-Teil (Takt 1–12): Die einprägsame, sangliche Hauptmelodie wird zunächst von den Streichern und der Flöte vorgestellt. Sie weist einen pastoralen siziliano-Charakter auf („Hirtenidylle“, punktierter Rhythmus). Die Melodie wird dann nochmals mit den übrigen Bläsern (Oboen, Fagott, Hörner) anstelle der Flöte wiederholt, die Streicher spielen nun pizzicato. Der B-Teil führt das Thema von der Dominante G-Dur aus weiter mit kurzer Forte-Einlage und kehrt in Takt 24 zur Hauptmelodie (Thema) in C-Dur zurück (A´-Teil). A sowie B mit A´werden wiederholt.
- B-Teil Takt 30–47: Der Abschnitt kontrastiert durch den Einsatz des Tutti im Fortissimo und durch das schroffe f-Moll zum vorigen Geschehen. Er beginnt als kadenzartige Abfolge von „dramatischen“ Akkordschlägen (C-F-G-C), die mit fließender Sechzehntelbewegung unterlegt ist. Die fließende Bewegung wird dann piano mit Forte-Akzenten weitergeführt. Der erste Abschnitt, der wiederholt wird, endet auf Es-Dur. Der zweite (nichtwiederholte) Abschnitt beginnt mit Akkordschlägen auf C-Dur, worauf eine kurze mehrstimmige Passage in f-Moll einsetzt (Takt 39 ff.) – wiederum begleitet von den fließenden Sechzehnteln.
- Á-Teil Takt 48–76: Dieser Abschnitt stellt eine Variante des A-Teils dar. Die Unterabschnitte werden nicht wiederholt. Den letzten Auftritt des Themas hat Haydn wiederum mit der Sechzehntelbewegung (pizzicato) unterlegt. Der Satz verhaucht nach einer Schlusswendung pianissimo.

### Dritter Satz: Menuet. Allegretto
F-Dur, 3/4-Takt, mit Trio 68 Takte

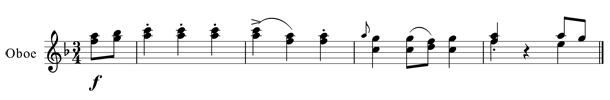
Beginn Menuett, Oboen 1 und 2, Takt 1–4

Das auftaktige Menuett beginnt forte mit einem viertaktige Motiv der solistischen Oboen, Fagotte und Hörner. Das Tutti antwortet im ebenfalls viertaktigen Motiv, gefolgt von einem weiteren, kontrastierenden Viertakter mit fließender Piano-Achtelfigur für die solistische Flöte. Der zweite Teil greift den Kopf des Anfangsmotivs in den Violinen und Oboen auf, und unterlegt ihn dann mit einer gegenstimmenartigen, durchlaufenden Staccato-Achtelbewegung. Der Hauptteil wird in Takt 25 wieder aufgegriffen. Der Piano-Schluss mit der Achtelbewegung der Flöte vom ersten Teil erscheint nun forte, unterlegt mit Orgelpunkt, in den letzten beiden Takten nochmals herausgehoben durch energisch-hämmernde Fortissimo-Schläge.
Das Trio steht ebenfalls in F-Dur. Im ersten Teil spielen 1. Violine und Flöte parallel eine ländlerartige, ruhige Melodie mit Streicherbegleitung. Zu Beginn des zweiten Teils führt der Bass den Themenkopf als Variante, während die Oberstimmen (Flöte, 1. Oboe und 1. Violine) eine kurze Gegenstimme dazu spielen. Anschließend wiederholten Flöte und 1. Oboe die Schlusswendung des ersten Teils, ehe ab Takt 61 das Hauptthema wieder einsetzt.

### Vierter Satz: Finale. Vivace assai
F-Dur, 2/4-Takt, 211 Takte
Der Satz ist als Rondo aufgebaut (Form: A-B-A-C-Á) und basiert bis auf den für diese Sinfonie komponierten f-Moll – Abschnitt auf dem Schlusssatz des fünften Konzertes für zwei Radleiern (F-Dur, Hob. VIIh:5), die Haydn 1786 für König Ferdinand von Neapel komponiert hatte (siehe oben).
- Die Melodie des Refrains (Takt 1–24) hat einen heiter-volkstümlichen Charakter. Sie ist auftaktig und wird stimmführend von Flöte, 1. Oboe und 1. Violine vorgetragen. Typisch (auch für den weiteren Satzverlauf) ist die zweifache auftaktige Tonrepetition. Der Refrain ist nochmals dreiteilig untergliedert (A-B-Á). Beim Wiederaufgreifen der Hauptmelodie hat Haydn für die Flöte und die 1. Violine „strascinando“ vorgeschrieben, d. h. die fallende Quinte vom vorher lang ausgehaltenen C zum auftaktigen F der Hauptmelodie soll inklusive Zwischentönen nachschleifend gespielt werden. Dadurch wird der Auftakt pointiert-„derb“ hervorgehoben.
- Erstes Couplet (B-Dur, Takt 25–56): Wie der Refrain ist auch dieser Teil in sich dreiteilig angelegt. Typisch sind der Auftakt (wie im Refrain), eine Sechzehntelfigur und der Wechsel zwischen Bläsern und Tutti. Die Schlusswendung (Takt 55–56) ist identisch mit der des Refrains. Die Takte 57 bis 68 leiten – überraschend ausgehend von g-Moll – mit dem Auftaktmotiv und der Sechzehntelfigur zum Refrain (F-Dur) zurück.
- Der Refrain (Takt 69–91) beginnt nach einer Generalpause, die Abschnitte laufen ohne Wiederholung durch.
- Das zweite Couplet (Takt 92–136) kontrastiert mit f-Moll, zahlreichen Synkopen, Mehrstimmigkeit und dem insgesamt wilden Charakter stark zum vorigen Geschehen des Satzes (wie auch zum übrigen, eher leicht-heiteren Klangbild der Sinfonie). Kennzeichnend für den wenig melodiösen Abschnitt ist die Sechzehntel-Pendelfigur der 1. Violine. Auch dieser Teil ist in sich dreiteilig angelegt, der zweite Teil beginnt von As-Dur aus. Mit dem auftaktigen Klopfen kündigt sich dann – durch eine Generalpause getrennt – wieder der Refrain an.
- Der Refrain (Takt 137–160) läuft dann wieder ohne Wiederholungen durch.
- Die Coda (ab Takt 161) weitet zunächst den Schluss des Refrains aus, landet jedoch auf einem durch Fermate ausgehaltenen Trugschluss (Takt 168/169). Anschließend werfen sich Streicher und Bläser das Auftaktmotiv dialogartig zu mit dynamischen Kontrasten (piano, pianissimo, fortissimo) und weiten es dann über Sechzehntel zu einem Tremolo aus. Aus dem Tremolo werden rasante Sechzehntelläufe im Bass. Haydn beendet den Satz mit einem von der Hauptmelodie abgeleiteten Motiv (piano), das eine Oktave tiefer wiederholt wird, und Forte-Akkordschlägen auf F.